# Orestias multiporis
Orestias multiporis är en fiskart som beskrevs av Parenti, 1984. Orestias multiporis ingår i släktet Orestias och familjen Cyprinodontidae. Inga underarter finns listade i Catalogue of Life.